# Tom Fletcher
 Der er for få eller ingen kildehenvisninger i denne artikel, hvilket er et problem. Du kan hjælpe ved at angive troværdige kilder til de påstande, som fremføres i artiklen.

Thomas Michael Fletcher (født 17. juli 1985 i London), bedre kendt som Tom Fletcher, er forsanger, guitarist og pianist i det britiske band McFly, der også består af Danny Jones, Dougie Poynter og Harry Judd. Han er også børnebogsforfatter og YouTube vlogger.
Fletcher's talent blev opdaget, da han i 2002 gik til audition til bandet Busted. Det lykkedes ham at komme med i bandet – men kun i 24 timer, da det hurtigt blev besluttet, at Busted skulle være en trio og ikke en kvartet. Universal (Busted's pladeselskab) kunne dog se, at Fletcher havde talent, så de beholdte ham som sangskriver i Busted. I 2003 holdt pladeselskabet auditions til et boyband, V, og Fletcher var med som "dommer". En af kandidaterne, Danny Jones (der troede, at det var endnu et Busted-lignende band, de søgte), havde taget sin guitar med. Fletcher så muligheder i Jones, de to begyndte at skrive sange sammen og halvdelen af McFLY var dannet.
Fletcher har to tatoveringer; en stor stjerne, som gruppemedlem Danny Jones har designet, som er placeret på højre bryst, på foden har han teksten Big (Big foot).
Han har en yngre søster, som hedder Carrie Hope Fletcher, som også spiller guitar, klaver og synger. Udover det er Carrie også skuespiller, forfatter og youtube blogger.
Tom Fletcher er i 2012 blevet gift med med Giovanna Falcone, som er skuespiller. De har været kærester siden skolen, altså snart 6 år. Sammen har de sønnen Buzz Michelangelo Fletcher, som blev født 13. marts 2014. Alle medlemmerne troede at Fletcher ville blive den første til at fri til sin kæreste. Desuden har han skrevet sangen "All About You" til hende. (Danny Jones har udtalt at han har det underligt med at synge sangen, specielt når Falcone er til stede i publikummet. Da han ved hvilke tanker og følelser Fletcher har lagt i sangen.